# Merzbau

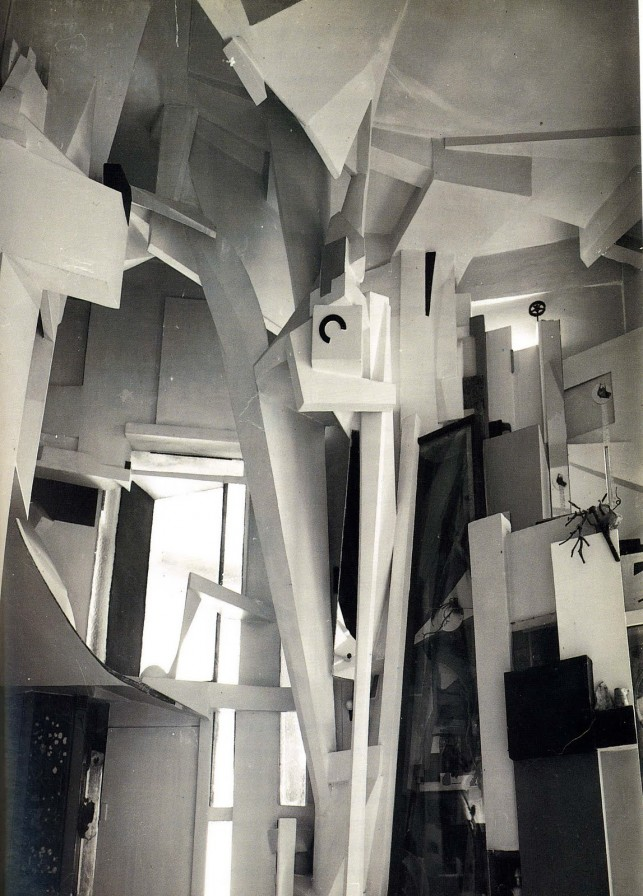
Merzbau (1933)

Merzbau nannte der Dichter und bildende Künstler Kurt Schwitters das raumfüllende Kunstwerk, das er vermutlich 1923 in seiner Wohnung in Hannover zu errichten begann.
Der Name geht auf das von Schwitters geprägte Kunstwort Merz zurück, ein Synonym für den Begriff Dada.

## Beschreibung
Die am Ende riesenhafte Installation des Merzbaus mit Assemblage-Charakter nahm ihren Anfang in Schwitters’ Atelier und wucherte über die Jahre bis zu dessen Wegzug nach Norwegen im Jahr 1937 in die benachbarten Räume der Wohnung und über das Stockwerk hinaus. Im Sommer 1932 nahm Schwitters einen weiteren Merzbau in einer Hütte auf der norwegischen Insel Hjertøya bei Molde in Angriff. Nach Norwegen machte er seit 1930 jährliche Reisen, bis er sich 1937 entschied, dort im Exil zu bleiben. Noch im selben Jahr begann er mit seinem dritten Merzbau, dem Haus am Bakken in Lysaker bei Oslo. Den vierten schuf er schließlich 1947 im englischen Exil in der Scheune des Bauern Harry Pierce in Elterwater (Lake District), er gab ihm den Namen „Merz Barn“.
Keines dieser Werke ist vollständig erhalten. Der Merzbau in Hannover wurde 1943 mit Schwitters’ Haus bei einem Luftangriff auf Hannover von einer Brandbombe zerstört, heute ist nur noch eine Rekonstruktion im Sprengel-Museum Hannover zu besichtigen. Das Haus am Bakken in Lysaker brannte 1951 nieder, und die Hütte auf Hjertøya verfiel jahrzehntelang, sodass nur noch Teile dieses Merzbaus existieren. Das Henie Onstad Kunstsenter in Høvikodden (nahe Oslo) will diesen Rest nun konservieren, mit der Perspektive, sie im Romsdalmuseum (norwegisch Romsdalsmuseet) in Molde im Moldefjord auszustellen, unweit der im Fjord gelegenen Insel. Die bei Schwitters’ Tod 1948 unvollendete Merz Barn war lange Zeit ein Pilgerort für junge Künstler – besonders die Popkünstler der 1960er Jahre interessierten sich für Schwitters Collagetechnik, bevor sie breitere Beachtung fand. Schwitters hatte nur eine Wand fertigstellen können. 1965 sorgte der Künstler Richard Hamilton dafür, dass diese entfernt und in die Hatton Gallery der Universität von Newcastle upon Tyne gebracht wurde, wo sie seitdem ausgestellt ist. Außerdem befindet sich im Innenhof der Royal Academy of Arts in London ein Nachbau der Scheune, die dort im Rahmen der Ausstellung „Modern British Sculpture“ errichtet wurde. Der Verein Littoral (Arts Trust) kümmert sich um das Original, das nach dem Abtransport der fertigen Wand dem Verfall preisgegeben war. Er kaufte 2006 Scheune samt Bauernhof, um beides zu restaurieren und zu erhalten. Es ist geplant, aus dem Areal ein Kulturzentrum zu machen, mit dem Schwitters-Werk im Mittelpunkt.

## Rezeption
Der japanische Noise-Musiker Masami Akita leitet den Namen seines Projekts Merzbow, bei dem er das Prinzip der Collage verfolgt, von der Merz-Kunst und dem Merzbau ab. Da Akita für Merzbow pornografisches Material verwendet, sieht er eine besondere Verbindung darin, dass Schwitters seinen Merzbau in Hannover auch als „Kathedrale des erotischen Elends“ bezeichnete.